# Lydia Revello
Lydia Haydée Revello (Buenos Aires, 12 de diciembre de 1932-Buenos Aires, 15 de noviembre de 2003) fue una bibliotecaria, docente, y autora de publicaciones de bibliotecología argentina. Escribió la Bibliografía básica de obras de referencia de artes y letras para la Argentina y fue coautora del Manual de Bibliotecología. Ejerció diversos cargos en bibliotecas de la Universidad Nacional de Buenos Aires, fue consultora en centros documentales y bibliotecas argentinas y de la región. Fue impulsora del SIDINTA - Sistema de Información del INTA en el Instituto Nacional de Tecnología Agropecuaria, institución donde culminó su carrera profesional al jubilarse en 1994.

## Actividad profesional
Lydia Revello egresó de la Carrera de Bibliotecología de la Facultad de Filosofía y Letras de la Universidad de Buenos Aires en 1963.
Ejerció la docencia universitaria, dictó innumerables cursos y talleres, también realizó asesoramiento y consultorías. Entre 1979 y 1998 fue profesora titular de la cátedra de Catalogación en la Carrera de Bibliotecología y Documentación de la Facultad de Filosofía y Letras de la Universidad de Buenos Aires.
En representación del claustro de profesores participó de la celebración de los 75 años de la Escuela de Bibliotecarios de la Universidad de Buenos Aires llevada a cabo el 1 de agosto de 1997, en la Facultad de Filosofía y Letras de la Universidad de Buenos Aires.
Se desempeñó como responsable de importantes bibliotecas en la ciudad de Buenos Aires. Fue vicedirectora de la Biblioteca Central de la Facultad de Filosofía y Letras de la Universidad de Buenos (1965-1978) y directora de la Biblioteca de la Facultad de Farmacia y Bioquímica de la misma universidad (1978-1988). Durante su labor en esta última, organizó el Servicio Automatizado de Búsquedas Bibliográficas, de carácter innovador para su momento.
Fue miembro del Consejo editorial de la Revista Argentina de Bibliotecología, editada por el Programa de Estudios sobre Bibliotecología de la Sociedad Argentina de Información.
Ejerció la vicepresidencia de la Asociación Interamericana de Bibliotecarios y Documentalistas Agrícolas (AIBDA) durante el período 1994-1996.

### Instituto Nacional de Tecnología Agropecuaria (INTA)
Los último años de su carrera laboral transcurrieron en el INTA. En 1988 fue designada jefa de la División de Información y Documentación, dependiente del Departamento de Difusión del INTA. Más adelante, fue jefa del Departamento de Documentación e Información Bibliográfica, dependiente de la Dirección Nacional Asistente de Control y Evaluación, puesto que incluía la Coordinación del SIDINTA - Sistema de Bibliotecas del Instituto Nacional de Tecnología Agropecuaria. Se jubiló en 1994.
Durante su paso por el INTA realizó una significativa tarea desarrollando e implementando un sistema de información y bibliotecas que no existía hasta ese momento. Lo elaboró desde cero, y logró que tomara carácter institucional con todos los avales al haber sido aprobado por el Consejo Directivo de la institución. Conformó un sólido equipo de trabajo profesional con bibliotecarios y estudiantes avanzados de bibliotecología que le permitió llevar a cabo proyectos locales así como internacionales.
Fue miembro de la Asociación Interamericana de Bibliotecarios y Documentalistas Agrícolas (AIBDA) En representación de las bibliotecas del INTA asistió a la IX Reunión Interamericana de Bibliotecarios y Documentalistas Agrícolas en Costa Rica, del 1 al 7 de diciembre de 1990 organizada por AIBDA-Asociación Interamericana de Bibliotecarios y Documentalistas Agrícolas. Participó del Programa Cooperativo de Investigación Agrícola del Cono Sur Procisur, Subprograma: Información y Documentación.
En 1994 –invitada por la Biblioteca Agrícola Nacional de los Estados Unidos– participó del Taller de elaboración de un «Plan regional para el desarrollo de la infraestructura de un sistema interamericano de información agrícola: una fórmula para el trabajo en redes y la transferencia de información», financiado por el Banco Interamericano de Desarrollo (BID), y promovido en forma cooperativa por la Biblioteca Agrícola Nacional de Estados Unidos y la Asociación Interamericana de Bibliotecarios y Especialistas de Información Agrícola. Llevado a cabo en Washington Lydia Revello junto a referentes del continente trabajaron un documento base que debieron analizar previamente para luego presentar sugerencias de acuerdo con las realidades de cada país con el objetivo de elaborar un proyecto para la implementación de un sistema interamericano de información agrícola.

## Vida personal
De familia bibliotecaria, su hermana María del Rosario Revello –conocida como «Charito»– estuvo a cargo la Biblioteca del Hospital Italiano, y su marido Nodier Lucio se desempeñó en la Biblioteca de la Facultad de Derecho de la Universidad de Buenos Aires y perteneció al Grupo Bibliográfico Nacional.
Destacaba su afición por el cine, siendo miembro del Cine Club Núcleo. La identificaba su característica de no tutear ni siquiera a sus jóvenes alumnos de la facultad, pero eso no impedía su gran sentido del humor. 

## Publicaciones
Entre sus publicaciones de autoría y coautoría se encuentran:
- Principios de catalogación y clasificación / Lydia H. Revello; Susana Soto. En: Manual de Bibliotecología[2]
- Catalogación / Lydia H. Revello. En: Manual de Bibliotecología[2]
- Catálogo colectivo de publicaciones periódicas existentes en las bibliotecas del INTA. Buenos Aires : Depto. de Documentación e Información Bibliográfica, INTA. 1992 (Serie Documentos institucionales; 37)
- Plan regional para el desarrollo de la infraestructura de un sistema interamericano de información agrícola: la realidad argentina. Revello de Lucio, Lydia; Tripaldi, Nicolás M.; Spina, Daniel H. Revista AIBDA, Costa Rica, 1994 Vol. 15 Núm. 1 , pág. 33-41.
- INTA catálogo de publicaciones, 1980-1992. Buenos Aires; INTA, DDIB (1993) 2 Vols. ISBN 9509853267, 9789509853263 (Serie Documentos institucionales; 41)
- Revello de Lucio, Lydia H.; Spina, Daniel H.; Tripaldi, Nicolás M.; Bonomo, Adriana-Julia (1996-04). Hacia un catálogo colectivo de publicaciones periódicas del área agropecuaria: realidad y prospectiva. Consultado el 9 de marzo de 2022. Presentado en: XXX Reunión Nacional de Bibliotecarios. III Encuentro Nacional de Bibliotecas Agrícolas: La investigación científicas en información agrícola. Buenos Aires, 17 y 18 de abril de 1996.[13]
- La organización de la biblioteca del aula. En: Limen. Buenos Aires, 1969, p.126-129
- Seminario regional sobre el desarrollo de las bibliotecas universitarias en América Latina / Revello, Lydia Haydee; Montes de Oca, Marta. En: Universidades, Unión de Universidades Latinoamericanas. (Buenos Aires, 2 (9/20): 123-126, 1963).
- La renovación en los códigos de catalogación / Revello, Lydia Haydée. En: Bibliotecología y documentación / Nilo Sidero, dirección. -- Vol. 2 (jul.-dic., 1979). -- Buenos Aires: Asociación de Bibliotecarios Graduados de la República Argentina (ABGRA), 1979. -- p. 59-69 ISSN: 0325-6251
- Contribución a la bibliografía de Jorge Luis Borges / Nodier, Lucio; Revello, Lydia. EN: Bibliografía argentina de artes y letras. Nos. 10/11 (abr.-sep. 1961), p. 43-111.Buenos Aires, Fondo Nacional de las Artes., 1961
- An Argentine Common Format for Documents (FOCAD) T. Suter, A. 1994 Cassanello, C. Mabragaña, R. Monfasani, R. Revello y E. Zítara. En New Worlds in Information and Documentation. Proceedings of the Forty-Sith FID Conference and Congress. -- Amsterdan: Elsevier, 1994. p. 353-368.
- NOTISIDINTA: Informativo de las actividades del Sistema de Información y Documentación del INTA / ed. Lydia Revello ISSN: 0328-1949 https://koha.inta.gob.ar/cgi-bin/koha/opac-detail.pl?biblionumber=4730
- Revista Argentina de Bibliotecología, editada por el Programa de Estudios sobre Bibliotecología de la Sociedad Argentina de Información, ISSN 0329-5265. Miembro del Consejo Editorial